# 名探偵コナン&金田一少年の事件簿 めぐりあう2人の名探偵
『名探偵コナン&金田一少年の事件簿 めぐりあう2人の名探偵』は、2009年2月5日にバンダイナムコゲームスより発売されたニンテンドーDS用推理アドベンチャーゲームであるクロスオーバー作品。
『名探偵コナン』と『金田一少年の事件簿』の推理漫画2作品のクロスオーバー企画であり、両作品に登場する主人公（江戸川コナンと金田一一）とメインキャラクターが、コナン側の視点と金田一側の視点でお互いに情報を出し合いながら協力して事件に立ち向かう形で初共演する。

## 概要
「週刊少年サンデー」と「週刊少年マガジン」の創刊50周年企画の一環で制作されたゲーム作品。両誌の看板漫画であり、同じ推理漫画ジャンルという共通点を持つ人気作『名探偵コナン』と『金田一少年の事件簿』のクロスオーバー作品。コナンと金田一を主人公にしたゲームオリジナルのストーリーが展開される。
全7章から構成される事件のストーリーも、それぞれの主人公であるコナンと金田一で分岐され、容疑者や関係者も多く複雑な事件になっているのが特徴で、アクションパートも存在している。江戸川コナンと金田一一の双方を主役にしたパートがある。コナンと金田一は直接会うことは少なく、ヒロインや準レギュラーキャラクターと絡むことが多い。
コナンと金田一は協力することもあるが、基本的には別行動で推理を進めることになる。

## ストーリー
江戸川コナン一行は、リゾート地「夕闇島」に向かうフェリーに乗っていた。阿笠博士が友人からチケットを譲り受けたので、皆で観光に行こうと言う事になったためだ。当初は乗り気でなかったコナンも、島で神隠しが起こると言う噂を聞き、その謎を解き明かすため、「夕闇島」へ向かうことにした。
一方、金田一一の元には中学時代の同級生であった鳥羽美佐からの手紙が届いていた。手紙には、「夕闇島で恐ろしいことが起こる」と記されており、フェリーのチケットが同封されていた。これに疑問を感じるも文面や当時の彼女の性格から悪戯ではないということを確信した金田一は、警視庁の剣持警部と幼馴染の七瀬美雪を連れ、「夕闇島」を目指す。
奇しくも同じフェリーに乗り合わせ、一瞬の邂逅を果たすことになった江戸川コナンと金田一一。
「夕闇島」に到着したのち、コナン一行は民宿へ向かう。一方、美雪は船内で拾ったという奇妙なバッジを金田一に渡す。このバッジが後に2人の名探偵を結び付けるとは、誰もまだ予想だにしていなかった。
その後、金田一一行は出迎えに来る予定であった美佐を待つが、なかなか現れないので心配になり、美佐が働いているというみやげ屋「風花堂」へ向かう。
「神隠し」、「25年前の惨劇」、「連続爆弾事件」、そして「もうひとつの夕闇島」。
それぞれの場所、それぞれの立場で独自に調査をするコナンと金田一は、時に情報を交換し、時に協力して事件に挑む。謎が謎を呼ぶ「夕闇島」の真実を、2人の名探偵は解き明かすことができるのであろうか。

## 登場人物

### 「名探偵コナン」からの登場人物
江戸川コナン（えどがわ コナン）
『名探偵コナン』の主人公。帝丹小学校に通っている、天才的な頭脳と超人的な体力を持ち合わせる天才肌の名探偵で、類まれなる頭脳と体力で難事件を解決していく天才小学生探偵として活躍している。正体は日本が誇る高校生探偵として有名な工藤新一。ある事件で黒ずくめの組織に毒薬代わりに飲まされた薬の効果で小学一年生の子供の姿になり、現在は毛利探偵事務所に居候している。世界的に有名な推理小説家である工藤優作を父に、引退した伝説の大女優である工藤有希子を母に持ちながら、自らも「平成のホームズ」として有名。クラスメイトと結成した少年探偵団のリーダー。
毛利蘭（もうり らん）
『名探偵コナン』のヒロイン。毛利探偵事務所を経営してる毛利小五郎の一人娘で、工藤新一とは幼馴染み。空手の腕は都大会で優勝するほどの実力の持ち主で、コナンも蘭の空手に何度か窮地を救われている。コナンの正体が新一だとは気づいていない。
毛利小五郎（もうり こごろう）
蘭の父親で元警視庁の刑事だったが、ある事件がきっかけで辞職し探偵事務所を経営する私立探偵となった。「眠りの小五郎」という異名で有名な名探偵だが、実はほとんどの事件はコナンが腕時計型麻酔銃で眠らせて小五郎の代わりに蝶ネクタイ型変声機で事件を解決しているだけである。
阿笠博士（あがさ ひろし）
工藤家の隣に住む発明家で、コナンの正体を知っている数少ない人物の一人。コナンのために数々の探偵グッズを発明してきた自称天才発明家であり、コナンと哀の良き理解者でもある。阿笠の発明品はコナンの事件解決にも多く貢献してきた。
灰原哀（はいばら あい）
黒の組織から脱走した科学者。コナンが飲まされた薬の開発者で、自らも薬を飲んでコナン同様に小学生の姿になっている。黒の組織から常に命を狙われているため、現在は正体を隠しながら阿笠博士の元に居候している。阿笠博士と同様、コナンの正体を知る数少ない人物の一人である。
吉田歩美（よしだ あゆみ）
少年探偵団のメンバー。探偵団のムードメーカーで、コナンと灰原を誘い少年探偵団結成のきっかけを作った。
円谷光彦（つぶらや みつひこ）
少年探偵団のメンバー。博識でコナン・灰原に次ぐ探偵団の頭脳。小学1年生とは思えないほど推理力・洞察力に優れており、コナンを助けることもある。
小嶋元太（こじま げんた）
少年探偵団のメンバー。探偵団では珍しく頭脳より体力が自慢の楽天的な性格。自称少年探偵団のリーダーで、友情に厚く、思いやりの強い一面も見せている。

### 「金田一少年の事件簿」からの登場人物
金田一一（きんだいち はじめ）
『金田一少年の事件簿』の主人公。名探偵・金田一耕助の孫。幾多の事件を解いてきた高校生探偵であり、周囲から頼りにされている。成績が悪く、テストも常に赤点で、運動もまるでダメ・遅刻・サボりの常習犯であるため、問題児扱いされているが、実はIQ180の持ち主。一度事件が起きると様相が一変し、祖父譲りの推理力で数々の難事件を解決する。
七瀬美雪（ななせ みゆき）
『金田一少年の事件簿』のヒロイン。金田一とは幼馴染で、助手のような立場。成績優秀な心優しい女の子。金田一とは友達以上、恋人未満と言った関係である。
剣持勇（けんもち いさむ）
警視庁の警部。金田一と共に様々な事件を解決してきた、金田一の良き理解者である。金田一からは「剣持のオッサン」と呼ばれている。「眠りの小五郎」としての毛利小五郎は知っていたが、今回の事件が初対面となる。
明智健悟（あけち けんご）
警視庁の警視で、剣持の上司。金田一も認める頭脳の持ち主で、元高校生探偵でもある。ある事件の犯人を追って夕闇島に来る。コナンの活躍は知っていて、「自分の少年時代を思わせる天才少年」として以前から注目していた。

### 夕闇島の島民
立花早苗（たちばな さなえ）
コナン一行と金田一一行が宿泊している民宿「たちばな」の女将。古くからの島民。「おばさん」と呼ばれることを猛烈に嫌っており、「早苗さん」と呼びなおさせている。
川崎卓（かわさき すぐる）
ゆうやみ小路にある、みやげ屋「風花堂」の店長。島に来てまだ10年程らしい。
浜田涼子（はまだ りょうこ）
みやげ屋「風花堂」の従業員。島に来てまだ半年で、美佐と同じく住み込みで働いており、彼女にとってはお姉さん代わりのような存在だったが、美佐を殺害する。しかしコナンに真相を暴かれ逮捕、本土へと護送されたが護送していたフェリーの爆発に巻き込まれ命に別状はなかったものの、会話すらできないほどの重傷を負ってしまう。
本名は、一之瀬恵子（いちのせ けいこ）で、一之瀬恵一の一人娘。父親が自殺した当時は8歳だった。
鳥羽美佐（とば みさ）
金田一と美雪の中学時代の同級生。中学卒業と同時に母親の実家のある夕闇島に戻り、現在はみやげ屋「風花堂」に住み込みで働いている。
25年前の惨劇を繰り返さないため、金田一に手紙を書き島へ呼び寄せる。しかし、金田一らが島に到着した時にはすでに一週間ほど前から行方不明となっており、再会を果たす前に浜田涼子に殺される。美佐自身、何者かに命を狙われていることに気づいていたらしい。
熊田重三（くまだ しげぞう）
夕闇島の駐在所に勤務している島唯一の巡査。なぜか自分から「島民からシゲさんの愛称で親しまれている」と言う（事実そうではあるのだが）。古くからの島民。
25年前の惨劇を知る人物で、そのことを告白する寸前に日沖町長に殺害される。
熊田今日子（くまだ きょうこ）
熊田重三の娘。警察官になるのが夢らしい。
山本正則（やまもと まさのり）
島のコーラルロードと言う通りにあるバー・ベイティの店長。いつも黄色いコートを着ている。リーゼントの髪型にこだわりがあり、少しでも乱れるのを嫌う。そのため帽子もかぶりたがらず、それを理由に一流レストランへの就職話を断ったことがある。鳥羽美佐に好意を持っており何度も交際を頼んでは断られていた。
大田吾郎（おおた ごろう）
島の住人で釣り人。美佐の事件に関連する出来事を目撃した。
角田ユウキ（かくた ゆうき）
島の住人。山本正則の知り合いらしい。
日沖竜一（ひおき りゅういち）
夕闇島の町長で、現在の島の有力者の一人。表に出るのは常に秘書の桃園亜子で、彼の姿を見た人物は島民でもほとんどいない。ただし、有力者たちと桃園は彼の顔を知っている。元々は炭鉱会社の社長であった。炭坑地だった島を発展させたため、島民からは英雄扱いされている。島民は誰も逆らえない。62歳。
桃園亜子（ももぞの あこ）
日沖の秘書を務める。日沖町長に代わりコナン、金田一らの応接をする。頑固で融通が利かない。
一之瀬恵一（いちのせ けいいち）
かつて島の有力者の一人であった人物。夕闇小学校の校長を務め、恵子という娘がいる。25年前に夕闇島の図書館で拳銃自殺した。
志村幸三郎（しむら こうざぶろう）
島民。夕闇小学校の用務員をしているおじいさん。
レストラン職員
本名不明。男性。海上レストラン「コールブルー」で働いていたが、事件に巻き込まれた。
木本陽司（きもと ようじ）
現在の島の有力者の一人。倉本高史という秘書がいる。ホテル・ロハージュの経営者であると同時に、郷土資料館のオーナーでもある。ホテルのスイートルームをオフィス代わりに使っている。
倉本高史（くらもと たかし）
木本の秘書を務める。真面目で几帳面で神経質な性格。
山根しほり（やまね しほり）
夕闇島郷土資料館の館長。
ショップ店員。
本名不明。女性。ショッピングモールで働いており、謎の男からコナン宛の手紙を受け取った。
坂下絵里（さかした えり）
島民。コーラルロードでアンティークショップを経営している。娘がいなくなったらしく、行方を捜している。
土田文子（つちだ ふみこ）
現在の島の有力者の一人。夫は既に亡くなっており、未亡人。水川家、特に加奈子夫人とは仲が悪いらしい。かつては炭鉱会社で事務をしていた地味な女性だったが、今では派手好き。本土の資産家や観光会社と深い繋がりがある。
土田幸恵（つちだ さちえ）
文子の長女。母親顔負けのやり手で本土の社交界にも顔が利く。そのコネを生かし、本土の資産家との結婚が決まっている。高飛車な性格である。
土田明美（つちだ あけみ）
文子の次女。姉とは違い内向的でおっとりした性格。土田家の女性が三人揃うと正に字のごとく姦しい。
水川助吉（みずかわ すけきち）
現在の島の有力者の一人。木本と共に島の観光地化を推し進めてきた。元々は炭鉱労働者だったため、筋肉質な体をしている。土田文子とは仲が悪いらしい。
水川加奈子（みずかわ かなこ）
夕闇島の有力者である、水川助吉の妻。子離れができておらず、息子のことを溺愛している。夫と同じく恰幅のいい体をしているが、炭鉱労働者だった訳ではなく、単に大食いなだけらしい。土田文子とは仲が悪い。
水川英二（みずかわ えいじ）
助吉・加奈子夫妻の息子。土田明美に好意を抱いている。母が過保護なせいか、マザコンの気があり親離れできていない。金持ちを鼻にかけている。
双葉要（ふたば よう）
かつて島の有力者だった人物。25年前にひき逃げ事件に巻き込まれ死亡した。
火野隼人（ひの はやと）
現在の島の有力者の一人。
鈴井学（すずい まなぶ）
ホテル・ロハージュの支配人。パーティでは受付も勤めた。融通の利かない所がある。
藤原幸男（ふじわら ゆきお）
ホテル・ロハージュのバーテンダー。自分の仕事に誇りを持っており、事件が起きても大広間のバーから離れなかった。「そう言う気持ちでございます」が口癖。新人の頃から愛用しているアイスピックがある。
浅見京太郎（あさみ きょうたろう）
ホテル・ロハージュのウェイター。
杉山圭太郎（すぎもと けいたろう）
島の住人で、神社の神主をしている。古くからの島民。
久保哲也（くぼ てつや）
島の住人で、医者をしている。古くからの島民。
坂之上大介（さかのうえ だいすけ）
島の住人で、ホテル・ロハージュの清掃員。古くからの島民。
北川千恵（きたがわ ちえ）
島の住人で、図書館で働く職員。古くからの島民。

### もう一つの夕闇島の島民
本田ハル（ほんだ ハル）
島の宿を経営している女将。炭鉱労働者として働きに来たが、高齢のため日沖に宿に回されてしまった。
日沖竜平（ひおき りゅうへい）
島の炭鉱会社の雇われ社長。よそ者を嫌っており、島の外から来た金田一たちを冷遇する。
沖田豊（おきた ゆたか）
炭鉱で働いており、他の従業員をまとめている。筋肉質で、やや無口で荒っぽい性格である。警察官嫌いで、剣持を目の敵にする。緑色の車を所有している。
福原和雄（ふくはら かずお）
炭鉱で働いている従業員。若干落ち着きがなく、従業員の中では一番の下っ端。
鳥羽美鶴（とば みつる）
島の図書館で働いている職員。館内では一番の古株らしい。
今井沙織（いまい さおり）
島の図書館で受付をしている職員。口が悪く、少々ガラが悪い。島に来てまだ間もなく、図書館で働き始めてまだ四日目。元々は刺激的な職を求めて炭鉱での労働を希望していたが、女性だからと言う理由で日沖に図書館の仕事に回されてしまった。
図書館男性職員
本名不明。二週間ほど前から島の図書館で働き始めた。元々は炭鉱労働者だったが、怪我をしてしまったため図書館に回ってきた。
須永秀雄（すなが ひでお）
島の自動車整備工場の社長。黄色い車を所有している。「どうでも良い」が口癖で終始気だるそうにしているが、客に対しては態度ががらっと変わって愛想が良くなる。
佐々木容子（ささき ようこ）
島の住民。
三井清（みつい きよし）
島の町長。
三井和子（みつい かずこ）
町長夫人。
羽貫慎太郎（はぬき しんたろう）
三井家の執事。時折不気味な笑い方をする。
木口久江（きぐち ひさえ）
三井家の家政婦。
岡野二郎（おかの じろう）
三井家のコック。無口。

### その他の登場人物
謎の少女
記憶を失っている少女。「もうひとつの夕闇島」で、金田一一行と行動を共にする。
笹山徹（ささやま とおる）
フリーライター。25年前の惨劇を調べるために夕闇島へとやってきた。
宮瀬信夫（みやせ のぶお）
笹山の先輩。故人。25年前の惨劇について調べていた。
伊集院太郎（いじゅういん たろう）
土田幸恵の婚約者。本土の資産家である伊集院財閥の跡取り息子で、本人いわく「スーパーお金持ち」。
イサム
夕闇島に来ていた男。ガールフレンドと一緒に来た。

## 主要場所

### 夕闇島
民宿たちばな
立花早苗が女将として経営している宿。本作の主な舞台となっており、コナンと金田一の両一行が宿泊する。
夕闇島郷土資料館
島の郷土資料などが展示されている建物。炭鉱施設跡に建てられており、展示フロアと映写ホールに分かれている。地下には炭鉱跡が残っている。
ゆうやみ小路
「風花堂」のある商店街。
風花堂
川崎の経営するみやげ物屋。クリーニングや写真の現像もやっている。
コールブルー
海の上に建っているレストラン。
灯台
港近くにある灯台。頂上に行く事もできるが、エレベーターなどはなく上るには階段を使うしかない。
港
フェリーが発着する港。コナンと金田一はこの港でフェリーを降りた。
コーラルロード
バー・ベイテイやアンティークショップのある通り。
夕闇小学校
夕闇島で唯一の小学校。築10年弱の新校舎と、築40年以上の旧校舎があり、旧校舎の職員室にはかつての校長である一之瀬恵一の写真が飾られている。新校舎は旧校舎の老朽化に伴って建てられたため、旧校舎の方は傷みが激しく床がギシギシ鳴る。
トロッコ
閉鎖された食堂。
ショッピングモール
島内にある大きなモール街。観覧車がある。
ホテル・ロハージュ
観光リゾートに相応しい綺麗で豪華なホテル。年に一度、ホテル内のロハージュ・ホールと言う所で島の有力者主催のパーティーが催される。パーティには本土の資産家達も来るため、招待状を持っていないと入れない。
図書館
夕闇島にある二階建ての図書館。
砂浜
リゾートビーチとして賑わう海岸。
駐在所
夕闇島唯一の交番。熊田巡査不在の際は娘の今日子が常駐している。

### もう一つの夕闇島
民宿
本田ハルが経営している宿。炭鉱労働者は全員それぞれの住宅に住んでいるため、客は全くいない。そのため埃がひどく、長い間使われていない。
夕闇島炭鉱工場
炭鉱で採掘された物資を扱う工場。地下に炭鉱への入り口がある。
炭鉱住宅通り
炭鉱で働く労働者の家が立ち並ぶ通り。
ゆうやみ中央商店街
ほとんどシャッター通りになっている商店街。ステンドグラスの窓のある雑貨店がある。
灯台
港近くにある灯台。錆ついており、劣化が激しい。
港
フェリーが発着する港。船は一艘もなく、今は使われていないらしい。
夕闇小学校
夕闇島で唯一の小学校。古い木造の校舎。
トロッコ
大衆食堂。毎日炭鉱労働者で賑わう。
神社
古めかしく趣のある神社。暫く手入れがされておらず、それが却って神社の荘厳さを際立たせている。
図書館
二階建ての図書館。客はほとんど来ず、置いてある書物もまばら。
砂浜
流木が沢山落ちているさびれた海岸。
自動車整備工場
須永秀雄が運営している工場。『須永モータース』と言うらしい。
日の見岬
断崖絶壁の崖。潮の流れが不規則のため、ここから落ちたら二度と上がって来られない。
一之瀬宅
一之瀬恵一と娘の恵子の家。今は誰も住んでいない。
町長邸宅
三井町長と和子夫人の住まい。町長夫妻の他に、三名の使用人がいる。

## 用語
夕闇島
日本の南洋にある島。昔は炭鉱が稼働していたが、鉱内でとある物が発見されてからは炭鉱は閉鎖され、今は観光で栄えている。
島の有力者
現在は町長の日沖竜一、郷土資料館とホテル・ロハージュのオーナーの木本陽司、土田文子、水川助吉、火野隼人の五人を指す。彼らは島の建築物や土地を多く所有しており、実質的に島の中心人物となっている。かつては三井清、一之瀬恵一、双葉要等が有力者と呼ばれていた。
25年前の惨劇
25年前に夕闇島で起こったできごと。詳細は定かではなく、島民もほとんど知らない。
神隠し
島にいるものがある日突然姿を消してしまう現象。神隠しに会った者は数日で帰ってくるらしい。

## ミニゲーム
本編のイベントで行うゲーム＋αのミニゲームを物語とは別にプレイできる。遊べるのは以下の4つのゲーム。
サッカーゲーム
ミニゲームのみのゲーム。ボールを的に当てて得点を狙う。キック力増強シューズでチャージすれば的を貫通させられるが、そのままだと跳ね返ってしまう。ごく稀に来る高得点の的は増強しないと倒せない。
スケボーゲーム
本編にも登場。スケボーを操作して障害物や砂利道を避けながらゴールまでの時間を競う。障害物に当たったり砂利道を転がしたりジャンプしたりするとスピードが落ちる。
ロック解除
本編にも登場。スタート地点から転がるボールをパネルを操作してゴールまで運ぶ。行き止まりになったりパネルから落ちてしまったらアウト。
時限爆弾解除
本編にも登場するミニゲーム。制限時間内に爆弾のスイッチを止めなければならない。解除方法は先ず右側パネル内のチップを壁や障害物に当たらないように指定場所に運び(イライラ棒のようなもの)、次に左側の左右に動くいくつかの物体を指定された場所で止める。爆弾の種類によっては一定時間経つと壁の位置が変わったり、左右に動く物体の速度が唐突に変わったりするため、難易度が上がる。